# Parque megalítico de Gorafe

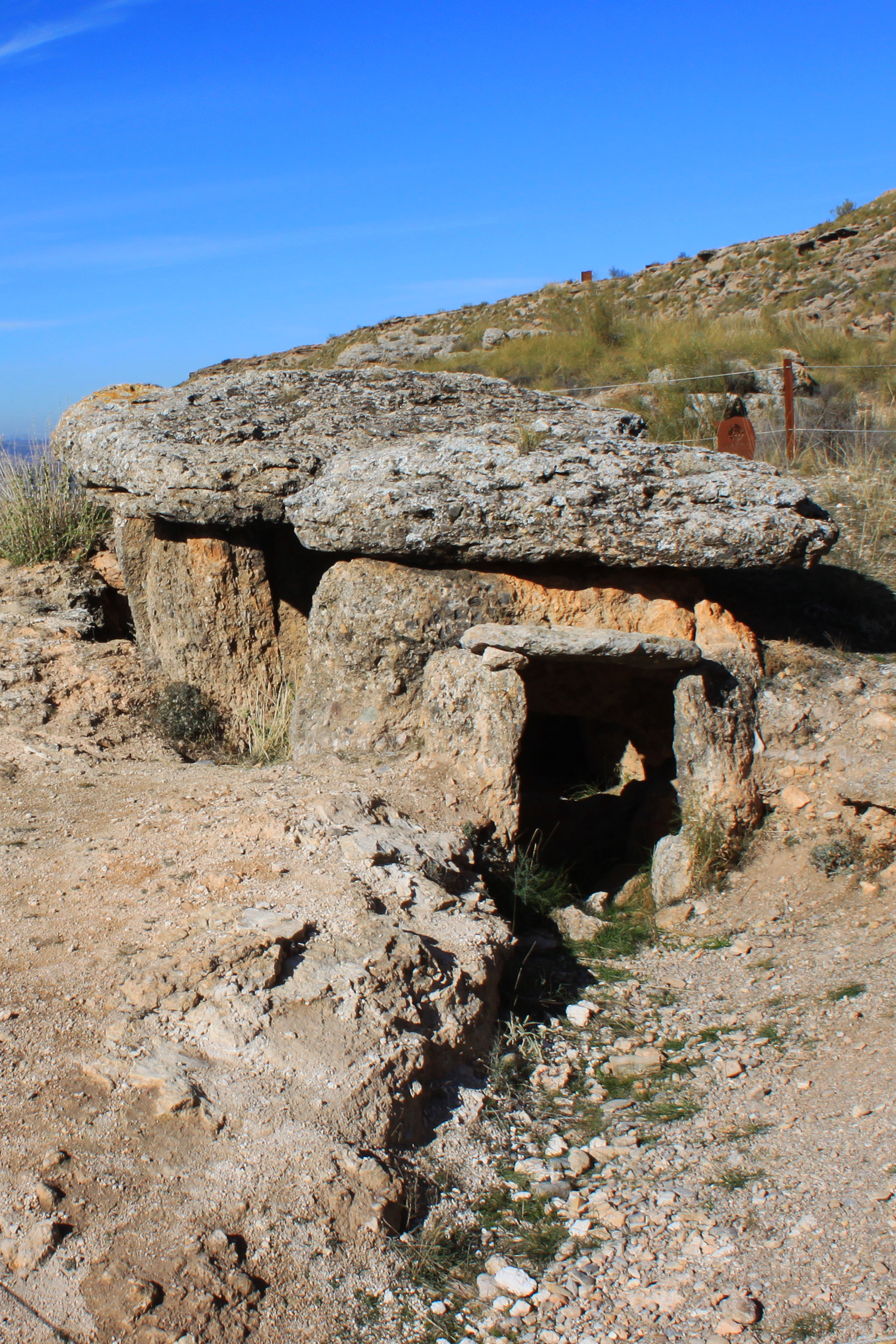
Dolmen de Las Ascensias.

El Parque megalítico de Gorafe es un yacimiento arqueológico acondicionado para su visita localizado en el término municipal de Gorafe, provincia de Granada, Andalucía (España). Es uno de los mejores ejemplos del megalitismo del sur de la península ibérica por su alto número de monumentos funerarios. 
Se encuentra situado en los márgenes del valle del río Gor en un terreno formado por conglomerados y calizas fuertemente erosionados durante el Pleistoceno por los cauces fluviales. Los terrenos circundantes son denominados badlands del Negratín o desierto de Gorafe, zonas muy erosionadas y ocupadas por cultivos de cereales desde tiempos prehistóricos. 
En la zona se han identificado hasta 11 necrópolis en los 20 kilómetros del cauce del río Gor y varios asentamientos de la Edad de Bronce. Un total de 242 dólmenes han sido encontrados con tipologías muy variadas desde los más simples enterramientos con planta pentagonal hasta grandes enterramientos con falsa cúpula. Las dimensiones de estos enterramientos son también diversos existiendo ortostatos de hasta 2,20 metros de altura y diámetros de la cámara de 2,5 metros. El ajuar funerario asociado a las inhumaciones ha permitido su datación desde el Neolítico hasta finales de la Edad del Bronce. Los esqueletos recuperados en los yacimientos han permitido reconstruir los rituales funerarios de estos pueblos, con enterramientos colectivos de varios clanes familiares.
El Parque megalítico fue creado en 1998 tras la constatación de numerosos expolios y destrucciones en los monumentos. Está formado por un centro de interpretación localizado en el mismo pueblo de Gorafe y tres rutas señalizadas donde 37 dólmenes fueron restaurados y 66 preparados para la visita.

## Entorno

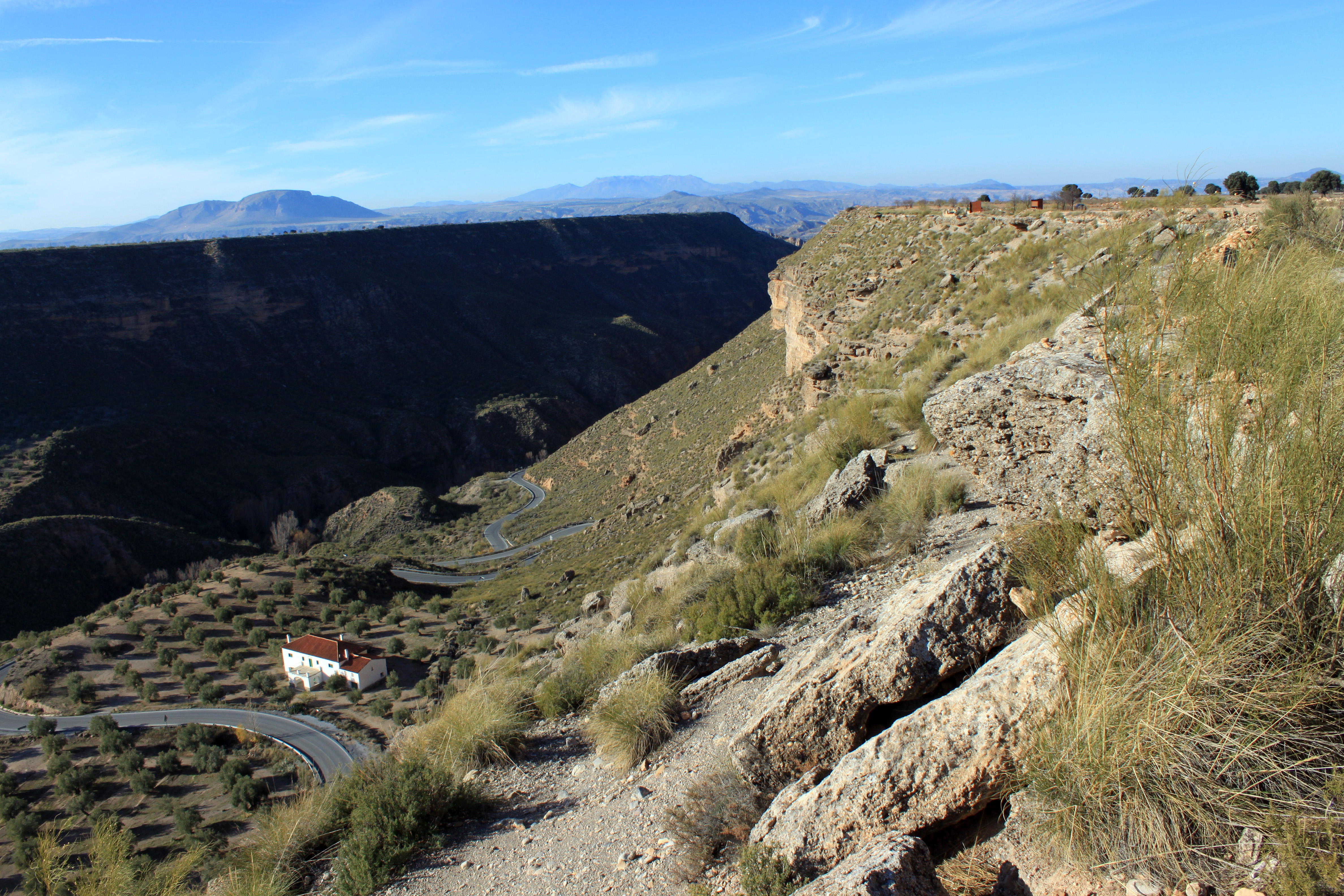
Valle del río Gor.

La zona circundante al valle del río Gor, el desierto de Gorafe, se encuentra dentro de las unidades geomorfológicas de los badlands del Negratín, dentro de la subcuenca de Guadix. Estos terrenos están formados por arcillas y arenas de tonos rojizos originados durante el periodo Turoliense y abarcan una extensión de unas 1 606 hectáreas. 
Tras su elevación durante el periodo Cuaternario se formó una amplia cuenca endorreica (una cuenca cerrada) donde todos los cauces fluviales drenaban en numerosos lagos internos produciendo rocas del tipo conglomerados y calizas en el fondo de ellas. 

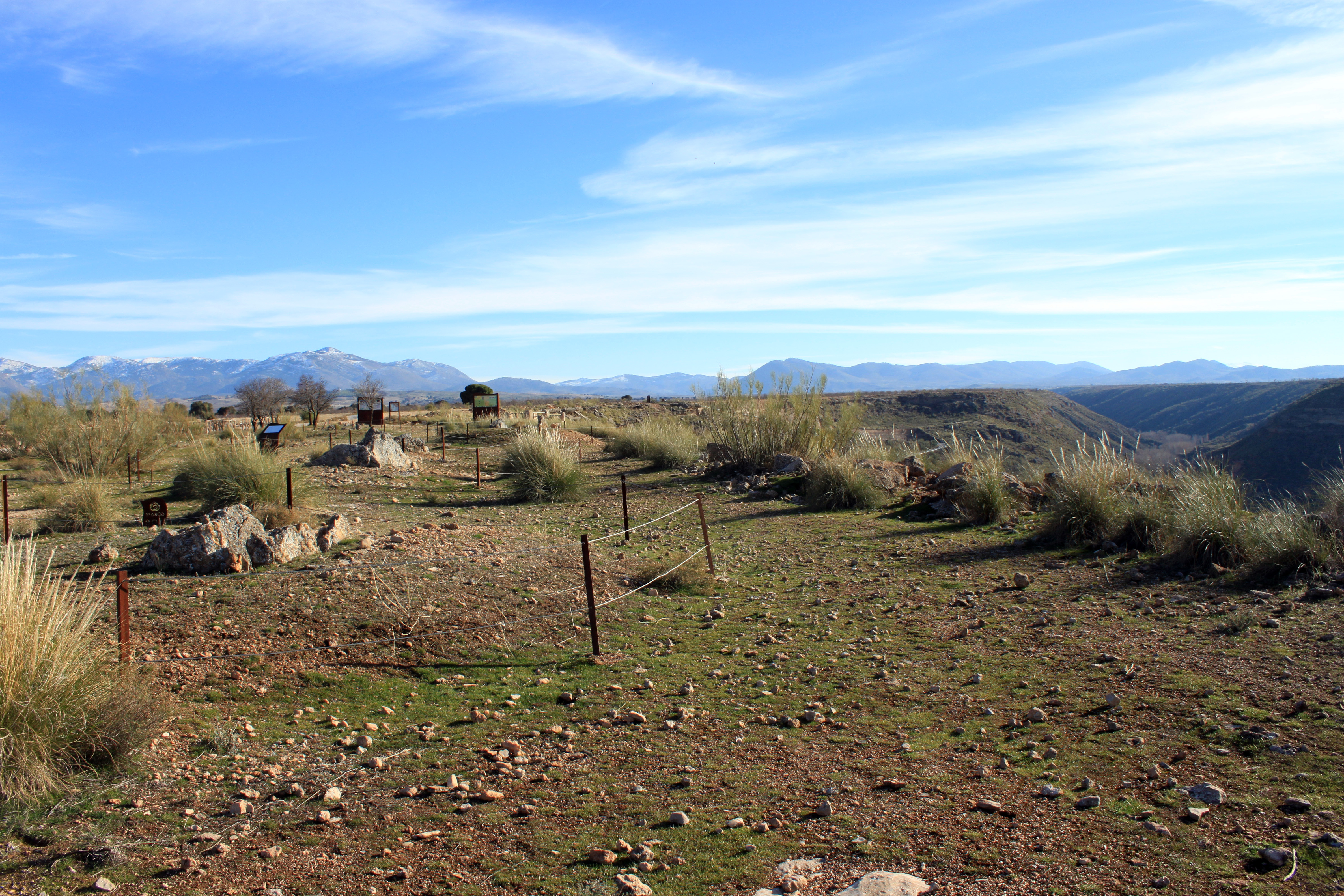
Llano de Olivares con 9 dólmenes.

Durante el Pleistoceno medio se produjo el contacto de esta cuenca con la cuenca del Guadalquivir de modo que sus aguas comenzaron a drenar hacia el oeste para desembocar en el Océano Atlántico a través del río Guadiana menor. El drenaje de las aguas ocasionó un fuerte modelado en cárcavas y valles al tiempo que las zonas más elevadas formaban mesetas planas.
De este modo el río Gor labró un profundo valle sobre conglomerados en medio de una amplia meseta que ha venido siendo utilizada para el cultivo de cereales desde hace al menos 6 000 años. El conjunto megalítico se encuentra situado en las laderas de este barranco. Los enterramientos presentes en la zona, unos 242 agrupados en 11 necrópolis (Baños de Alicún, La Sabina, Las Majadillas, Llano de la cuesta de Guadix, Llano de Olivares, Hoyas del Conquín, Llano del Cerrillo de las Liebres, Gabiarra, Llano de la Carrascosa, Torrecilla y  Baul), representan una de las mayores concentraciones de estructuras de estas características presentes en Europa.

## Características de los dólmenes de Gorafe

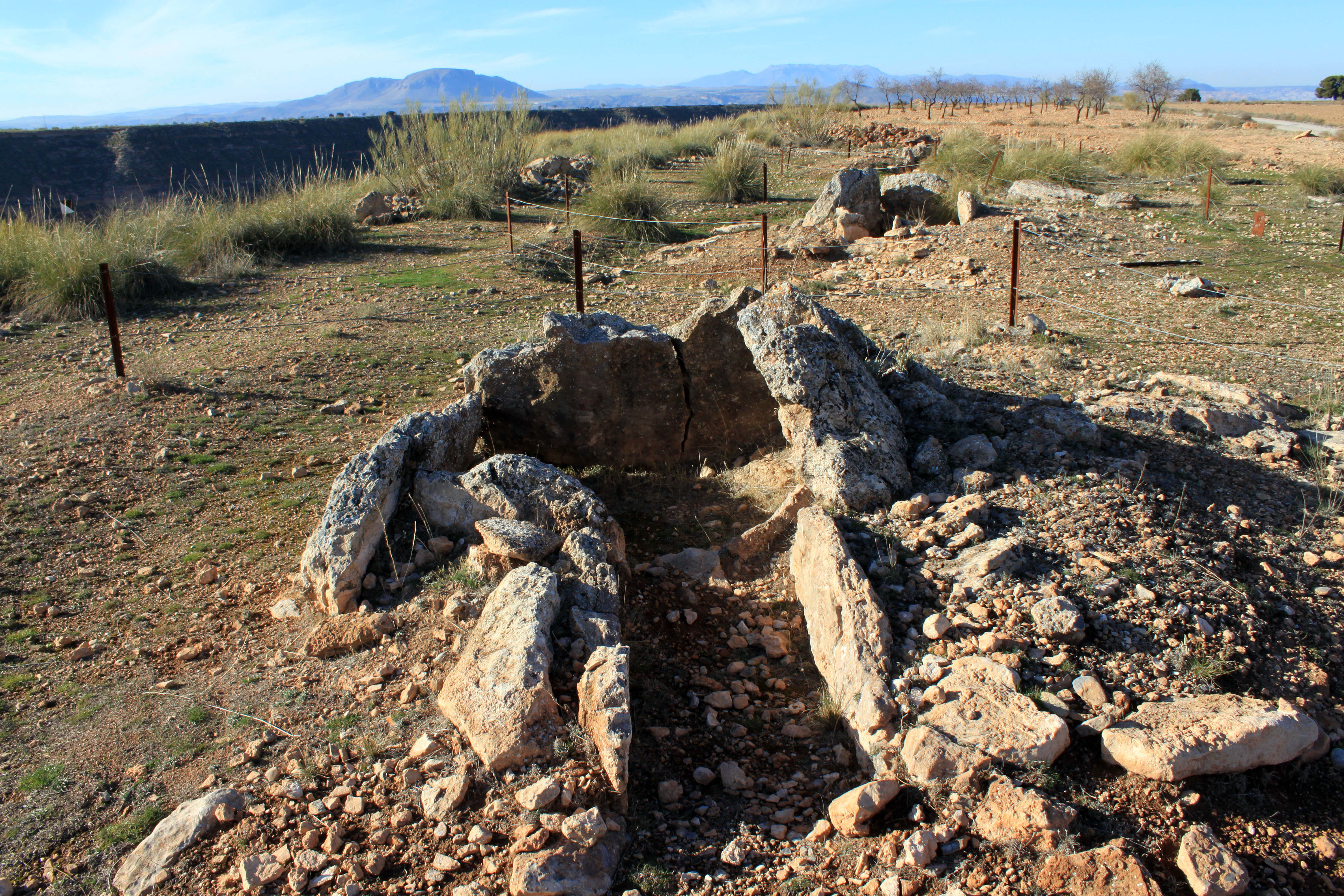
Dolmen 110, de planta cuadrangular.

Todos los dólmenes se encuentran concentrados en 20 kilómetros de valle, desde el poblado de Las Angosturas hasta el punto de confluencia del río Gor y el río Fardes. Los dólmenes han sido datados en el Neolítico medio (2 800 a. C.), relacionados con agricultores relacionados con la Cultura almeriense, hasta la Edad de Bronce asociados a sociedades ganaderas y agrícolas de la cultura de El Argar establecidas en diversos poblados a lo largo del río.
Los monumentos funerarios de la zona de Gorafe están realizados en losas de piedra caliza o conglomerado obtenidas en los alrededores y labradas según las necesidades de construcción. Se conoce la presencia de un único grabado en los ortostatos, una figura antropomorfa situada en el dolmen 77.
Se diferencian cinco tipos constructivos según la forma de la planta de la cámara, dólmenes trapezoidales, rectangulares, pentagonales, cuadrangulares y poligonales (donde se incluyen muchos dólmenes incompletos). Los de mayor tamaño y menos frecuentes son los trapezoidales mientras que los más pequeños son los cuadrangulares. Los dólmenes pentagonales son los más frecuentes de la región, más de la mitad de ellos tienen esta estructura y presentan una gran uniformidad en cuanto a sus dimensiones. Se ha establecido relación entre el tamaño de las estructuras y el estatus social de las personas enterradas en ellas de modo que parece ser que los grandes dólmenes trapezoidales debían pertenecer a familias importantes dentro de la comunidad o tribu.

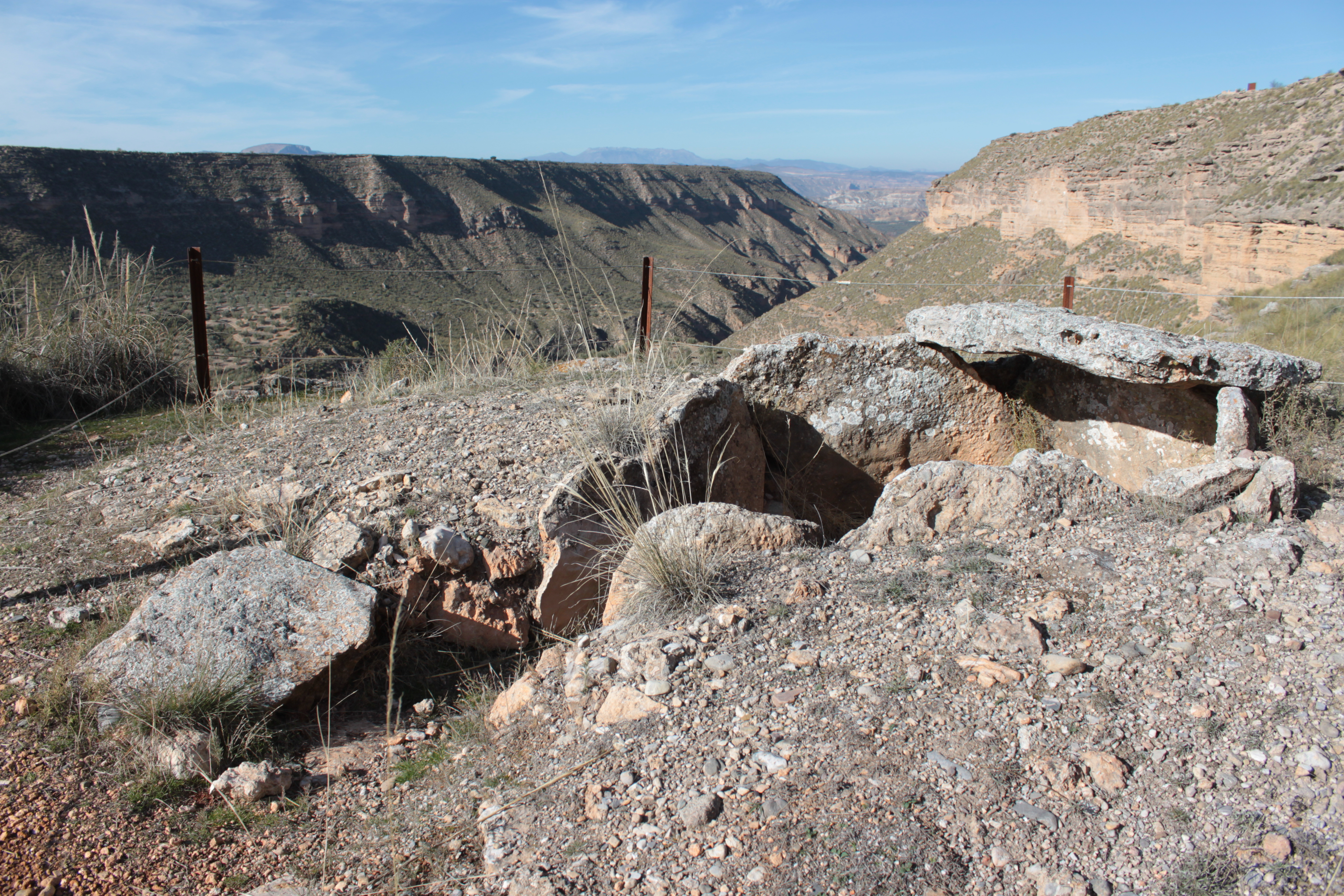
Dolmen 133, pentagonal y con galería.

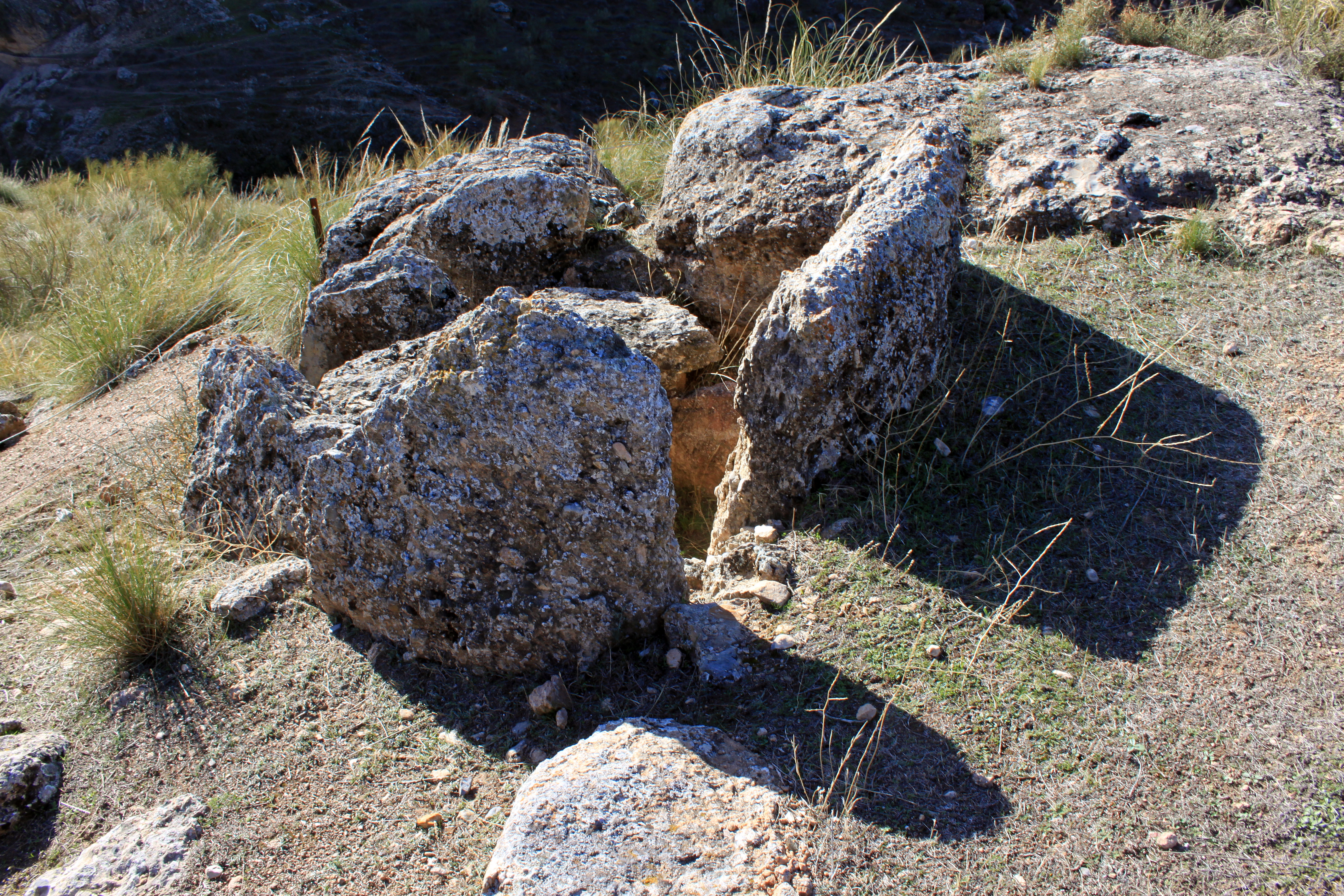
Dolmen 141 donde la roca madre delimita dos lados de la cámara.

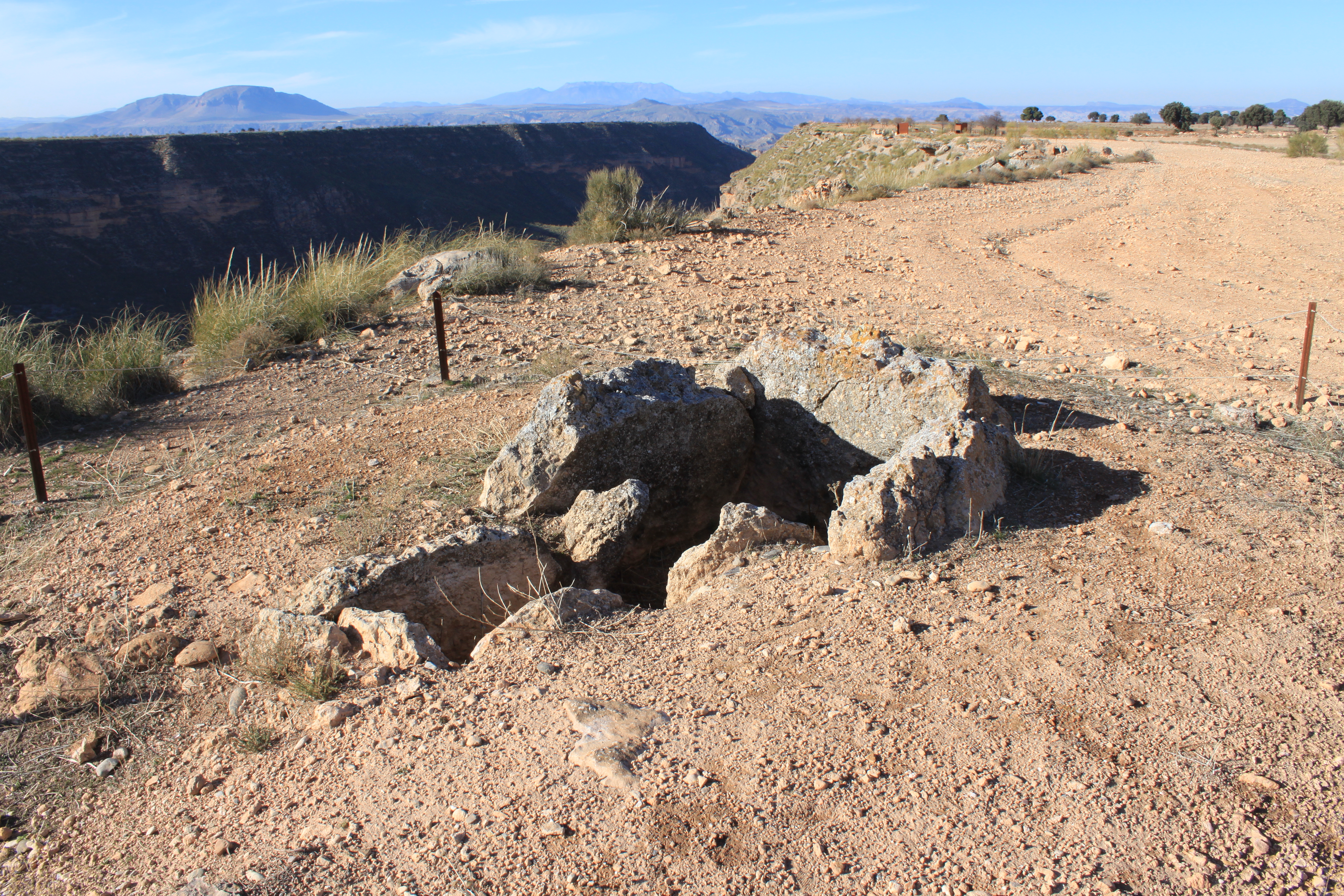
Dolmen 116, un dolmen de planta rectangular.

La cámara del dolmen está formada por losas verticales que incrementan su tamaño desde la entrada hasta el fondo siendo la de mayores dimensiones las del dolmen 134 con 2,20 metros. En algunos ejemplos se aprovechó la roca madre para una o varias paredes de la cámara como en los dólmenes 40, 124 y 141. Las losas de la cubierta de la cámara se han conservado en un buen número de sepulturas y en los dólmenes 6, 134 y 186 llegan a tener dimensiones superiores a los 2,5 metros. Se han descrito ejemplos de falsa cúpula en algunas de las investigaciones más antiguas pero en la actualidad ninguno de los dólmenes conservados la presenta.
A la entrada de la cámara suele situarse un corredor formado por losas verticales de longitud variable, el de mayor longitud está presente en el dolmen 132, y a veces cubierto como en los dólmenes 33, 36 y 84. Su orientación es en la mayoría de los casos sureste. En muy pocos ejemplos, dólmenes 42, 45 y 94, se conserva el cromlech alrededor.

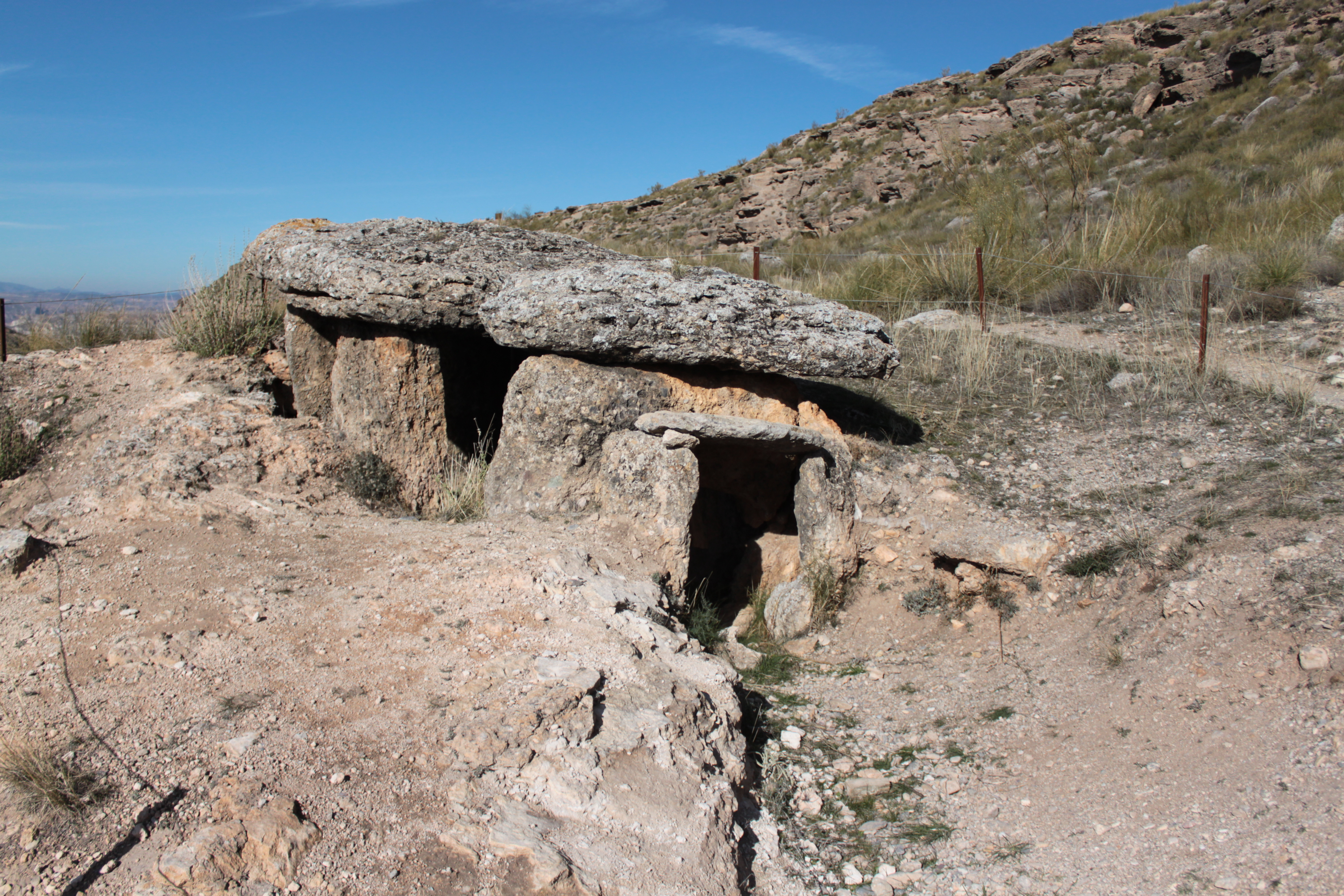
Dolmen 134, trapezoidal y con galería, presenta los ortostatos y las losas de cubierta de mayores dimensiones del parque.

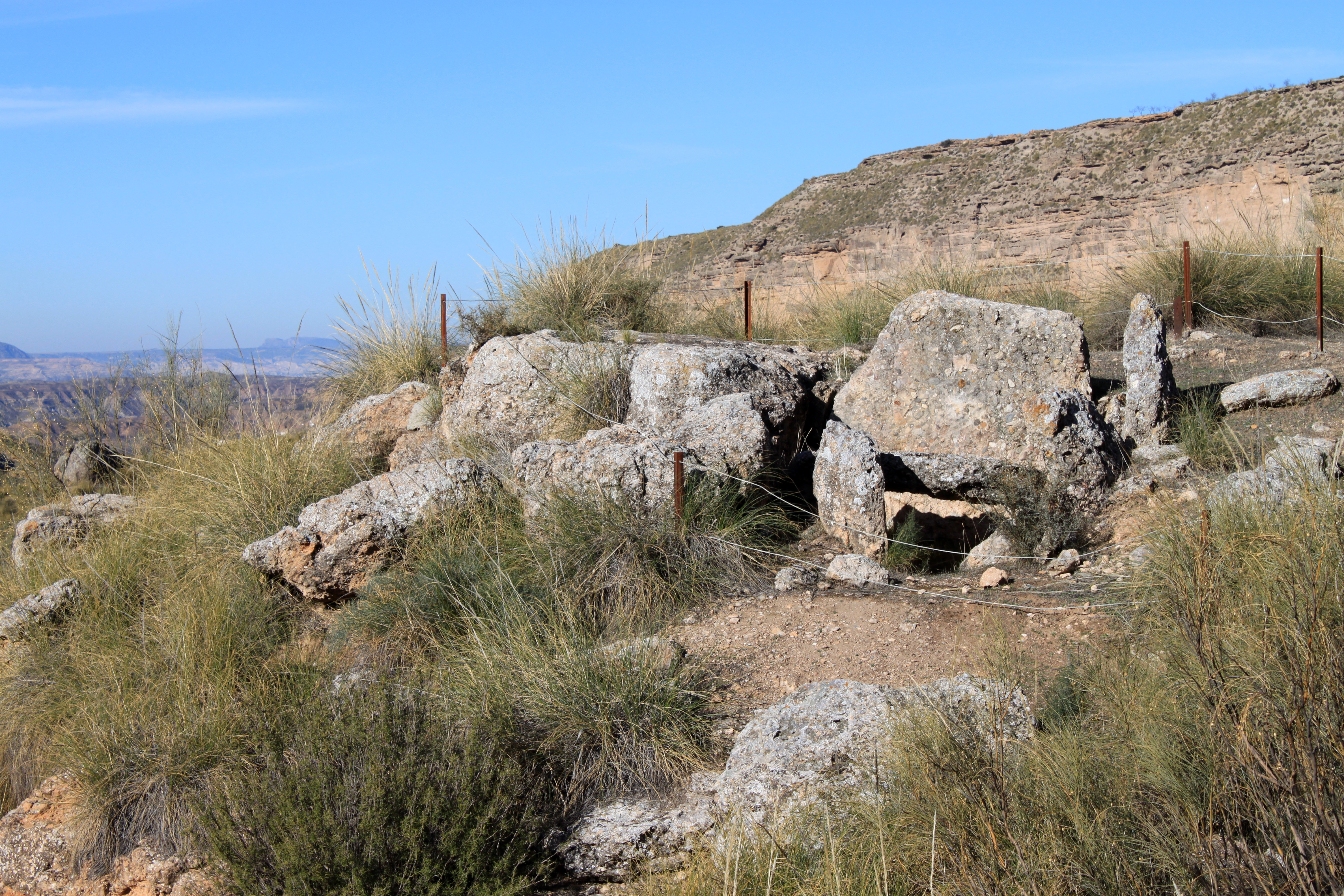
Dolmen 141, de planta trapezoidal y puerta adintelada.

Asociados a los monumentos funerarios se han encontrado multitud de objetos que permiten situarlos cronológicamente así como deducir los ritos funerarios que allí se produjeron. Entre los objetos más comunes se encuentran los realizados en sílex, especialmente puntas de flecha, cuchillos, hachas y pulidores aunque también se conocen numerosos punzones de hueso, cuentas de collar y conchas marinas perforadas. Menos comunes son los objetos metálicos tales como anillos y puñales y los restos cerámicos.
Los dólmenes eran enterramientos colectivos de modo que se han recuperado restos de hasta 224 individuos en 198 sepulcros. Los restos correspondían tanto a individuos infantiles, como a juveniles, adultos y seniles (64, 27, 126 y 7 individuos respectivamente) y muchos de ellos mostraban signos de cremación incompleta. Estos enterramientos múltiples inducen a pensar en la existencia de algún tipo de sacrificio ritual o quizás de epidemias que afectaban a la población.
Cronológicamente se han datado en tres periodos correlativos que abarcan varios miles de años. Los dólmenes más antiguos muestran una ejecución simple. Son estructuras poligonales sencillas de pequeño tamaño y sin apenas ajuar ni objetos asociados. Corresponderían estos enterramientos al periodo de transición del neolítico a la Edad de Bronce I (entre el 2 500 y el 2 300 a. C.).
De un periodo medio corresponderían la mayor pare de los monumentos. Su tamaño y tipología es muy variable y está caracterizada por la abundancia de material arqueológico asociado que muestran un momento de apogeo cultural de la sociedad que los construyó. Estos monumentos abarcan el periodo desde la Edad de Bronce I al Eneolítico (entre el 2 300 y el 1 800 a. C.). Los monumentos más tardíos se corresponden al momento de transición de la Edad de Bronce I a la Edad de Bronce II (entre el 1 800 y el 1 700 a. C.), presentarían asociados objetos de metal y cerámica con decoración incisa y falsa cúpula en la cámara.

## El parque megalítico

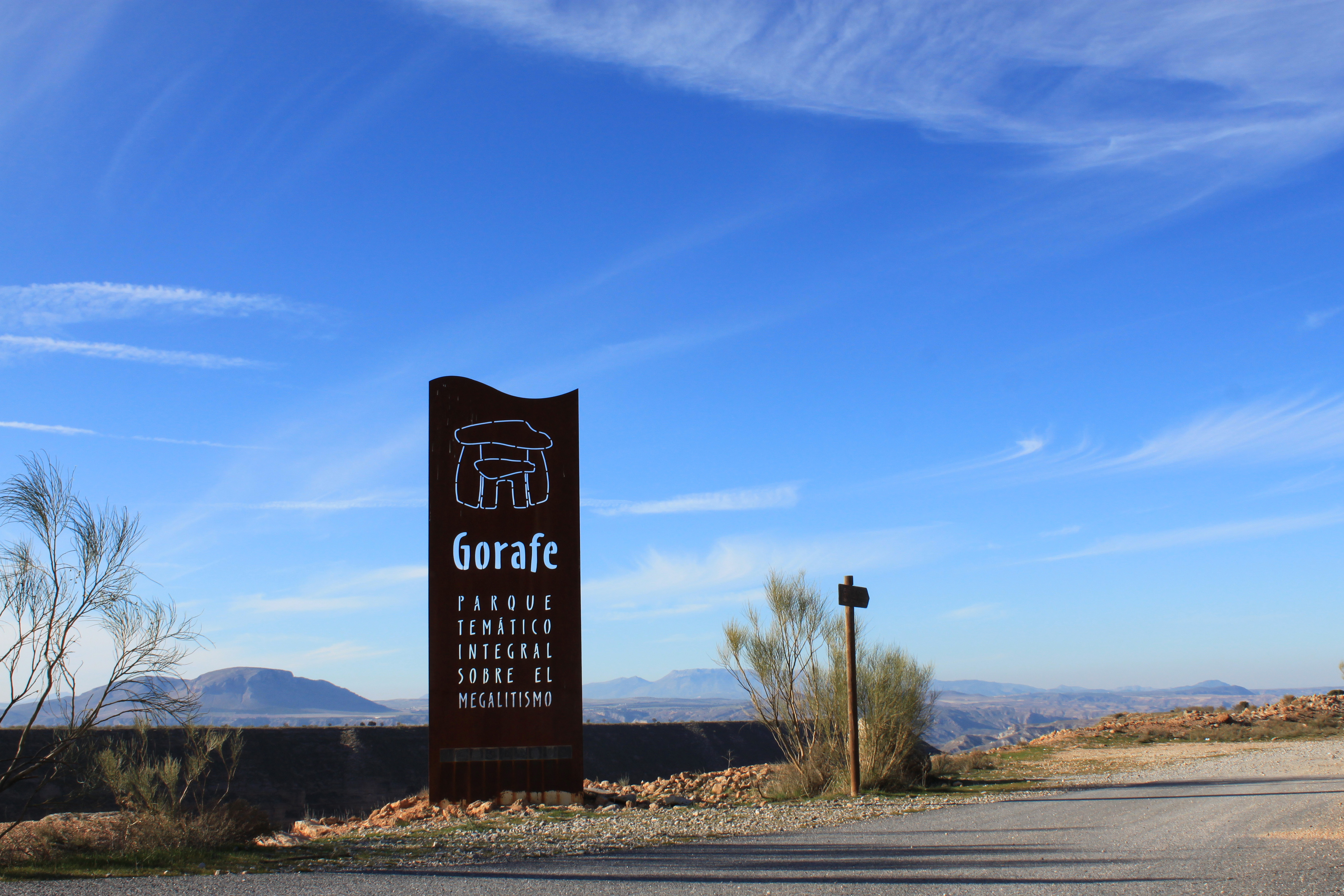
Comienzo de la ruta del Llano de Olivares.

El proyecto de puesta en valor del parque megalítico de Gorafe comenzó en 1998 con la consolidación y recuperación de los dólmenes deteriorados por la acción humana y ambiental. Del total de 242 dólmenes inventariados desde las primeras excavaciones realizadas en 1868 hoy se conservan 125 y de ellos 37 han sido restaurados para su visita y pueden observarse en ellas. Tras la restauración de aquellos elementos más interesantes por su valor didáctico se establecieron tres rutas señalizadas para la visita, la ruta de las Hoyas del Coquín de 1 200 metros, del Llano de Olivares de 3 610 metros y de las Majadillas de 2 150 metros, con diversos paneles explicativos.
Las dos necrópolis presentes en la ruta de Hoyas del Coquín (Umbría de las Hoyas y Hoyas del Coquín Bajo) están datadas en la Edad de Bronce I (entre el 2300-1800 a. C.). Poseen 20 dólmenes de los cuales 10 pueden visitarse, los de mayor tamaño de la zona llegando a alcanzar un alzado máximo de 2,20 metros y en los que se utilizaron losas de mayores dimensiones.
La necrópolis del Llano de Olivares posee 23 dólmenes de los cuales 13 son visitables. La mayoría de ellos son pentagonales y se conservan las losas de cubierta en algunos de ellos. En el dolmen 84 de Las Majadillas se localizaron los esqueletos de 22 individuos, siendo el enterramiento más numeroso de la región.
Por último la necrópolis de Las Majadillas, con 23 dólmenes y 14 de ellos visitables, es la que presenta una mayor concentración de enterramientos de la zona. En esta necrópolis se encuentran también dólmenes de gran tamaño, como el llamado La Cobertera con 3,4 metros de longitud o el número 69 con 4,4 metros.

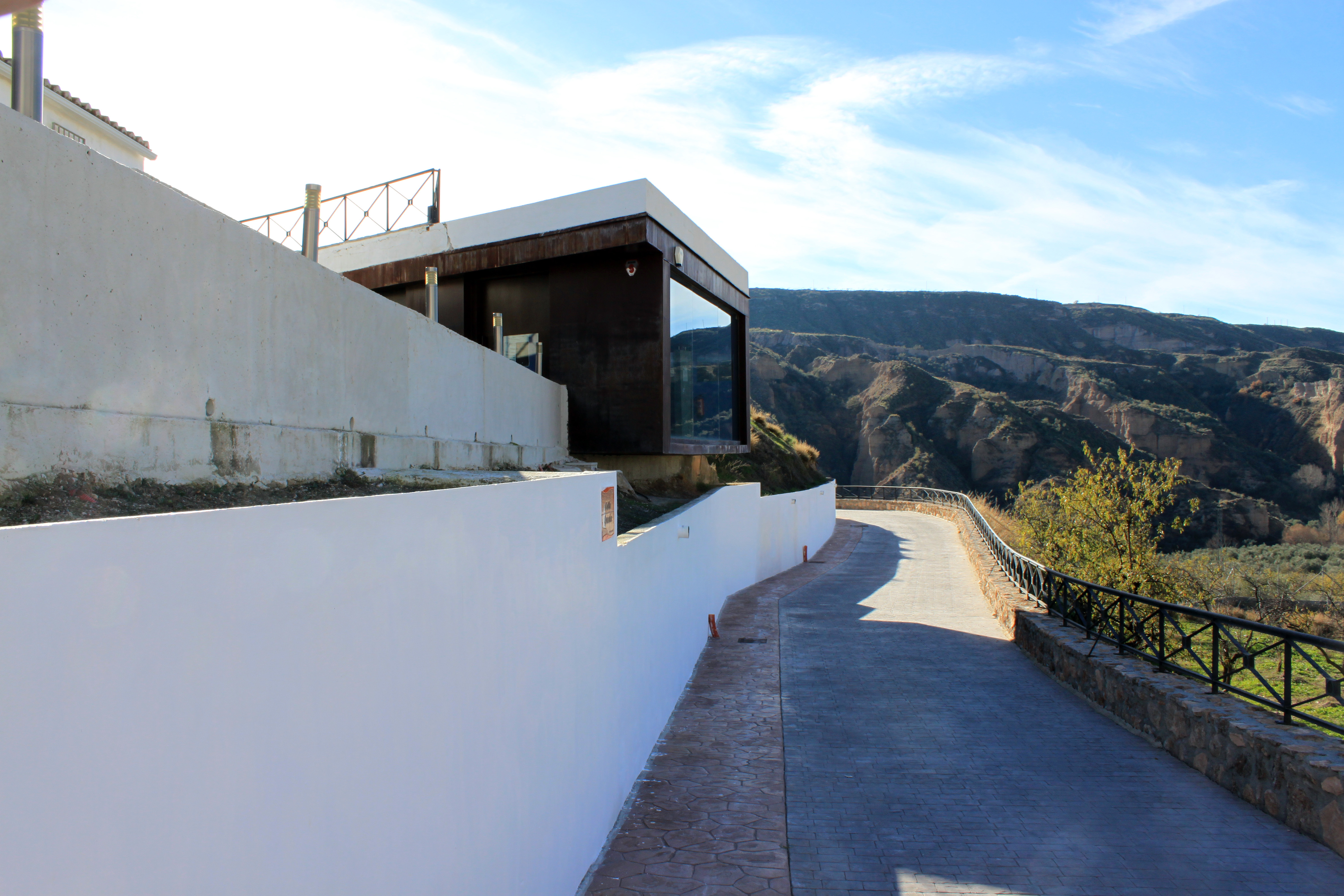
Centro de interpretación

Dentro del mismo proyecto de puesta en valor de las rutas y dólmenes en el centro del municipio de Gorafe se construyó el centro de interpretación del Megalismo, un edificio circular de 634 m² y cinco salas acondicionadas con técnicas expositivas modernas y parte del material arqueológico recuperado en los yacimientos. En este centro se proyecta un documental en 3D que explica el desarrollo de las diferentes culturas que habitaron el valle de Gorafe y se muestran las técnicas constructivas utilizadas para la construcción de los monumentos funerarios.